# 179 (število)
179 (stó devetinsedemdeset) je naravno število, za katero velja 179 = 178 + 1 = 180 - 1.
praštevilo
praštevilo Germainove
Čenovo praštevilo
Gaussovo praštevilo brez imaginarnega ali realnega dela oblike {\displaystyle 4n+3}.
Eisensteinovo praštevilo brez imaginarnega ali realnega dela oblike {\displaystyle 3n-1}.
strogo ne-palindromsko število